# Алексєй Савельєвс
Алексєй Савельєвс (латис. Aleksejs Saveljevs, нар. 30 січня 1999, Рига) — латвійський футболіст, півзахисник румунського клубу «Глорія» (Бузеу) та національної збірної Латвії.
Виступав також за клуб «Верона».

## Клубна кар'єра
Народився 30 січня 1999 року в місті Рига. Вихованець юнацьких команд футбольних клубів «Сконто» та RTU.
У дорослому футболі дебютував 2017 року виступами за команду «Бабіте», в якій того року взяв участь у 10 матчах чемпіонату.
Своєю грою за цю команду привернув увагу представників тренерського штабу клубу «Верона», до складу якого приєднався 2017 року. Відіграв за команду з Верони наступні три сезони своєї ігрової кар'єри.
Згодом з 2020 по 2024 рік грав у складі команд «Ренде», «Мантова», «Рига» та «Ауда».
До складу клубу «Глорія» (Бузеу) приєднався 2025 року. Станом на 18 квітня 2025 року відіграв за команду з Бузеу 8 матчів в національному чемпіонаті.

## Виступи за збірні
У 2015 році дебютував у складі юнацької збірної Латвії (U-17), загалом на юнацькому рівні взяв участь у 12 іграх, відзначившись одним забитим голом.
Протягом 2018–2020 років залучався до складу молодіжної збірної Латвії. На молодіжному рівні зіграв у 13 офіційних матчах.
У 2020 році дебютував в офіційних матчах у складі національної збірної Латвії.
| Дата       | Місто            | Господарі         | Результат | Гості              | Турнір                               | Голи | Примітки  |
| ---------- | ---------------- | ----------------- | --------- | ------------------ | ------------------------------------ | ---- | --------- |
| 11-11-2020 | Серравалле       | Сан-Марино        | 0 – 3     | Латвія             | товариський матч                     | -    |           |
| 14-11-2020 | Рига             | Латвія            | 1 – 1     | Фарерські острови  | Ліга націй УЄФА 2020-2021 - 1-й етап | -    | 61'       |
| 17-11-2020 | Андорра-ла-Велья | Андорра           | 0 – 5     | Латвія             | Ліга націй УЄФА 2020-2021 - 1-й етап | -    | 55'       |
| 4-6-2021   | Рига             | Латвія            | 3 – 1     | Литва              | Балтійський кубок                    | -    | 73'       |
| 7-6-2021   | Дюссельдорф      | Німеччина         | 7 – 1     | Латвія             | товариський матч                     | 1    | 46'       |
| 10-6-2021  | Таллінн          | Естонія           | 2 – 1     | Латвія             | Балтійський кубок                    | -    | 45+1' 46' |
| 25-3-2022  | Та-Калі          | Латвія            | 1 – 1     | Кувейт             | товариський матч                     | -    | 39'       |
| 29-3-2022  | Та-Калі          | Латвія            | 1 – 0     | Азербайджан        | товариський матч                     | -    | 40' 88'   |
| 22-3-2023  | Дублін           | Ірландія          | 3 – 2     | Латвія             | товариський матч                     | -    | 71'       |
| 28-3-2023  | Кардіфф          | Уельс             | 1 – 0     | Латвія             | Відбір до ЧЄ 2024                    | -    | 82'       |
| 19-6-2023  | Єреван           | Вірменія          | 2 – 1     | Латвія             | Відбір до ЧЄ 2024                    | -    | 18'       |
| 8-9-2023   | Рієка            | Хорватія          | 5 – 0     | Латвія             | Відбір до ЧЄ 2024                    | -    | 86'       |
| 12-10-2023 | Рига             | Латвія            | 2 – 0     | Вірменія           | Відбір до ЧЄ 2024                    | -    |           |
| 15-10-2023 | Конья            | Туреччина         | 4 – 0     | Латвія             | Відбір до ЧЄ 2024                    | -    | 46'       |
| 18-11-2023 | Рига             | Латвія            | 0 – 2     | Хорватія           | Відбір до ЧЄ 2024                    | -    | 65'       |
| 21-11-2023 | Варшава          | Польща            | 2 – 0     | Латвія             | товариський матч                     | -    | 72'       |
| 21-3-2024  | Лімасол          | Кіпр              | 1 – 1     | Латвія             | товариський матч                     | -    | 63'       |
| 26-3-2024  | Ларнака          | Латвія            | 1 – 1     | Ліхтенштейн        | товариський матч                     | -    | 62'       |
| 8-6-2024   | Лієпая           | Латвія            | 0 – 2     | Литва              | Балтійський кубок                    | -    | 62'       |
| 11-6-2024  | Лієпая           | Латвія            | 1 – 0     | Фарерські острови  | Балтійський кубок                    | -    |           |
| 7-9-2024   | Єреван           | Вірменія          | 4 – 1     | Латвія             | Ліга націй УЄФА 2024-2025 - 1-й етап | -    |           |
| 10-9-2024  | Рига             | Латвія            | 1 – 0     | Фарерські острови  | Ліга націй УЄФА 2024-2025 - 1-й етап | -    |           |
| 10-10-2024 | Рига             | Латвія            | 0 – 3     | Північна Македонія | Ліга націй УЄФА 2024-2025 - 1-й етап | -    | 82'       |
| 13-10-2024 | Торсгавн         | Фарерські острови | 1 – 1     | Латвія             | Ліга націй УЄФА 2024-2025 - 1-й етап | -    | 66'       |
| 17-11-2024 | Рига             | Латвія            | 1 – 2     | Вірменія           | Ліга націй УЄФА 2024-2025 - 1-й етап | -    | 67'       |
| 21-3-2025  | Андорра-ла-Велья | Андорра           | 0 – 1     | Латвія             | Відбір до ЧС 2026                    | -    |           |
| 24-3-2025  | Лондон           | Англія            | 3 – 0     | Латвія             | Відбір до ЧС 2026                    | -    |           |
| Усього     |                  | Матчів            | 27        |                    | Голів                                | 1    |           |